# K.u.k. Kaiserjäger
Die k.u.k. Kaiserjäger (offizielle Bezeichnung der k.u.k. Militäradministratur: k.u.k. (1.-4.) Tiroler Jäger-Regiment „Kaiserjäger“) waren ab 1895 vier Infanterieregimenter der Gemeinsamen Armee Österreich-Ungarns. Die selbständigen k.u.k. Jäger wurden als k.u.k. Feldjäger bezeichnet. Trotz des landsmannschaftlichen Hinweises „Tirol“ rekrutierten sich die Angehörigen nicht nur aus dem Kronland Tirol (mit Vorarlberg), sondern auch aus anderen Teilen der Monarchie. Die Regimenter wurden 1918 mit dem Ende der k.u.k. Monarchie aufgelöst.

## Vorgeschichte

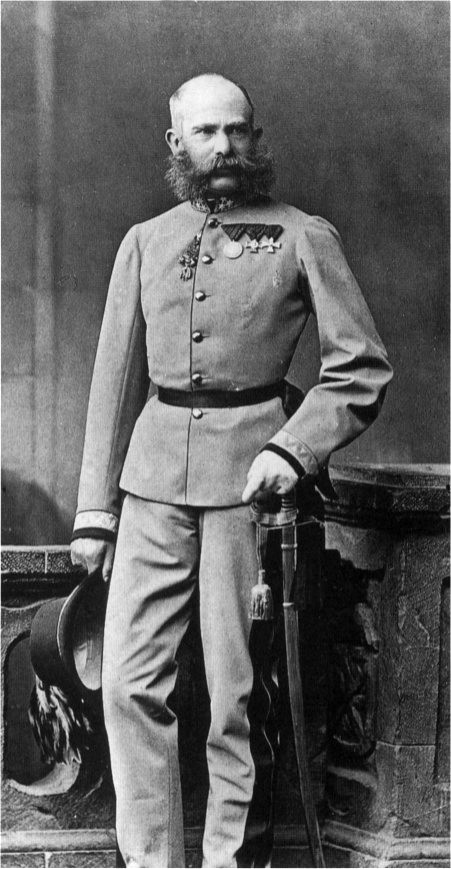
Kaiser Franz Joseph I. in der Paradeadjustierung der Jägertruppe im Jahr 1879

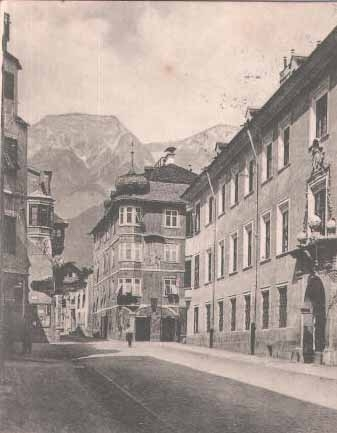
Kaiserjäger-Kaserne in Hall in Tirol

Als erste stehende Truppe Tirols muss man das 1703 aus Tirolern errichtete Tiroler Landbataillon ansehen. Dieses wurde 1745 durch das Tiroler Feld- und Landregiment ersetzt, welches den Rang und die Prärogativen eines kaiserlichen Regiments erhielt und unter der Stammnummer 46 geführt wurde. Bedingt durch die politischen Verhältnisse während der Napoleonischen Ära, stellte man das Regiment 1801 auf Dauer in das (damals noch) österreichische Venetien ab, wodurch es seinen ursprünglichen Namen verlor.
Als Nachfolger in Tirol errichtete man aus einem Tiroler Jägerkorps und dem Bataillon der Kurzschen Jäger das Tiroler Jäger-Regiment Nr. 64. Nachdem Tirol 1805 an das Königreich Bayern gefallen war, wurde der Namen Tiroler Jäger zurückgezogen und in die Vakanz gestellt. Nach Rückkehr Tirols zu Österreich 1814 begann man unverzüglich mit der Neuaufstellung eines Tiroler Jägerkorps, das zunächst aus einem Bataillon bestand, später aber auf drei Bataillone erweitert wurde. Inhaber des Korps wurde Feldmarschalleutnant Franz Philipp Fenner von Fenneberg (1762–1824), wovon sich auch die zeitweilige Bezeichnung Fennerjäger ableitete. Von 1843 bis 1861 war Feldzeugmeister Peter Pirquet von Mardaga und Cesenatico Inhaber des Kaiserjäger-Regiments.

## Regimentsaufstellung
Im Frühjahr 1815 ordnete Kaiser Franz I. die Errichtung eines Kaiser-Jäger-Regiments zu vier Bataillonen mit zusammen 16 Kompanien an. Mit dem 16. Januar 1816 begann die Aufstellung dieses Regiments.
Zum Unterschied zur sonst in den selbstständigen Feldjägerbataillonen (k.u.k. Feldjäger) organisierten Jägertruppe Alt-Österreichs war dies bis 1895 (Aufteilung des „Großen Regiments der Tiroler Kaiserjäger“) das einzige (k.k.) Jägerregiment des Kaisertums (Österreich).
Die Soldaten dieses Regimentes in der Stärke von 5.000 Mann rekrutierten sich durch die Konskription – bis zur Einführung der allgemeinen Wehrpflicht 1868 wurde die Stellung durch Los bestimmt –, weiterhin durch die Übernahme von 1.400 Mann aus dem ehemaligen Fennerjägerkorps und von 600 Tiroler Soldaten, welche nach Ende der Napoleonischen Kriege wieder in die Heimat zurückkehrten. Betrug die Dienstzeit anfangs 12 Jahre, verringerte sich diese später über 8 auf 6 Jahre, wobei die Bezahlung der Soldaten angemessen war.

## Organisationsänderungen
33 Jahre lang blieb die Organisation des Regiments unverändert, bis im Jahre 1849 eine Umformierung in sechs Bataillone zu vier Kompanien und ein Bataillon zu sechs Kompanien vorgenommen wurde. 1859 wurde ein zusätzliches 8. Bataillon aufgestellt. Im Jahre 1863 erfolgte abermals eine Umstrukturierung, das Regiment hatte nunmehr sechs Bataillone zu je sechs Kompanien und ein Depotbataillon, aus dem im Mobilmachungsfall ein siebtes Bataillon entstehen sollte.
Nach der Einführung der allgemeinen Wehrpflicht 1868 bestand das Regiment aus sieben Bataillonen, sieben Reserve-Kompanien und einem Ergänzungs-Bataillonskader. Im Jahre 1880 wurde das Regiment durch Zuweisung von aufgelösten Feldjäger-Bataillonen auf einen Stand von zehn Bataillonen gebracht.
Bis zum 1. Mai 1895 wurde das Personal durch Zuweisungen aus der Feldjägertruppe auf 16 Bataillone verstärkt und das Regiment in vier Jäger-Regimenter zu je vier Bataillonen aufgegliedert. Die neu aufgestellten Regimenter erhielten die Bezeichnung Kaiserliches und königliches 1., 2., 3., und 4. Tiroler-Jäger-Regiment „Kaiserjäger“.
Regimentsinhaber war stets der Kaiser persönlich, die Zweitinhaber sowie die Kommandanten wurden durch ihn persönlich ernannt.

## Gliederung

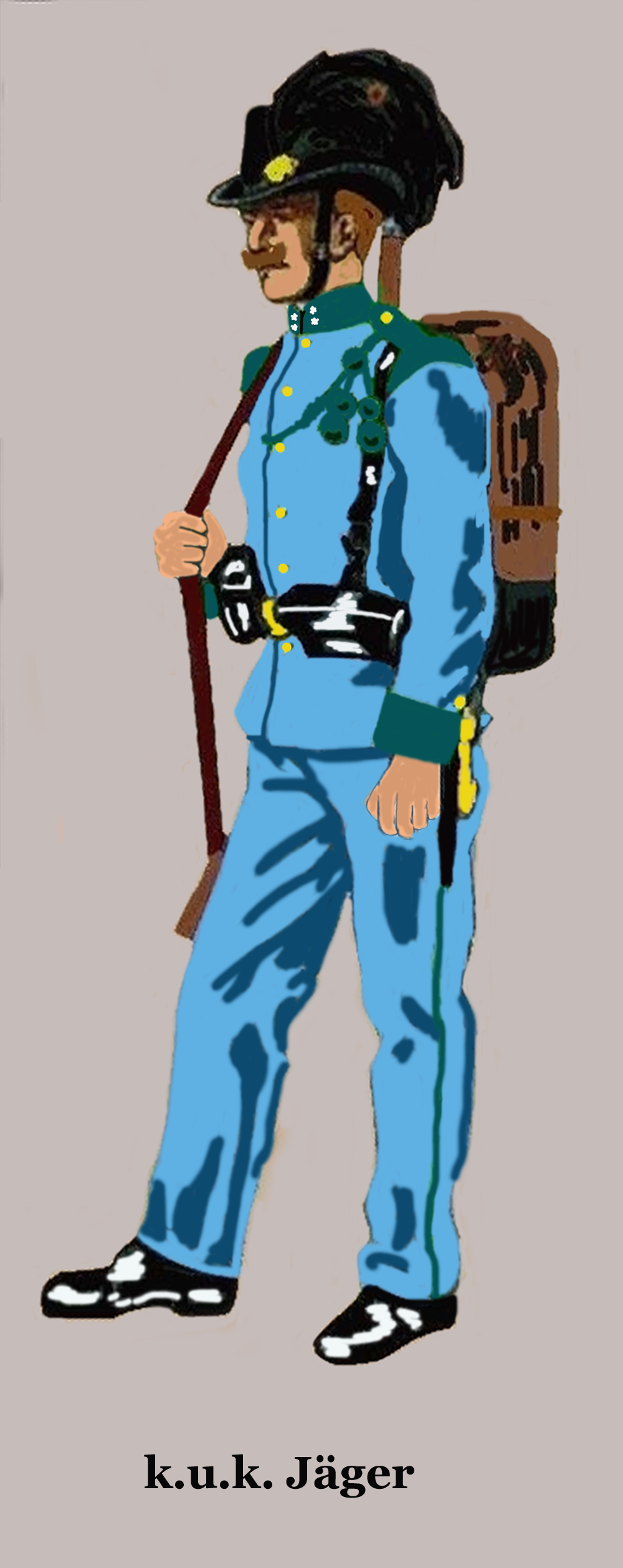
Kaiserjäger in Paradeadjustierung

Am 1. Mai 1895 wurde aus den 16 Bataillonen des „Tiroler Jägerregiments Kaiser Franz Joseph“ die Errichtung von 4 Regimentern angeordnet, die wie folgt aufgestellt wurden:
- Das 1. Regiment mit Stab / II. / III. und IV. Bataillon in Innsbruck, I. Bataillon in Bregenz

- Das 2. Regiment mit Stab / I. / II. und IV. Bataillon in Wien, III. Bataillon in Brixen

- Das 3. Regiment mit Stab / III. und IV. Bataillon in Trient, I. Bataillon in Riva, II. Bataillon in Rovereto

- Das 4. Regiment mit Stab / II. / III. und IV. Bataillon in Lienz, I. Bataillon in Hall in Tirol

Durch das in Österreich-Ungarn übliche häufige Wechseln der Garnisonen lagen die Einheiten (offizielles Kürzel: TJR = Tiroler Jäger Regiment) 1914 in folgenden Städten der drei Tiroler Landesteile (Nord-, Süd- und Welschtirol) in Garnison:
- 1. k.u.k. Tiroler Jägerregiment (Kaiserjäger)

Errichtet: 1895 – XIV. Armeekorps – 8.Infanterie Truppendivision – 121. Infanteriebrigade
Ethnische Zusammensetzung: 58 % Deutsche – 38 % Italiener – 4 % sonstige
Regimentssprache: deutsch, italienisch
Ergänzungsbezirkskommando, Ersatzbataillonskader: Innsbruck
Ergänzungsbezirk: Innsbruck, Brixen, Trient
Garnison: Stab, I., II., IV. Baon: Trient – III. Baon: Innsbruck
Kommandant: Oberst Karl Hollan
Stabsoffiziere: Otl. Paul Gschliesser, Major August Preindlsberger, Major Guido Blaas, Major Emanuel Leuprecht, Major Maximilian Ritter Barth von Barthenau, Major Friedrich Fössl
- 2. k.u.k. Tiroler Jägerregiment (Kaiserjäger)

Errichtet: 1895 – XIV. Armeekorps – 8. Infanterie Truppendivision – 15. Infanteriebrigade
Ethnische Zusammensetzung: 55 % Deutsche – 41 % Italiener – 4 % sonstige
Regimentssprache: deutsch, italienisch
Ergänzungsbezirkskommando, Ersatzbataillonskader: Brixen
Ergänzungsbezirk: Innsbruck, Brixen, Trient
Garnison: Stab, I., II. Baon: Bozen – III. Baon: Meran – IV. Baon: Brixen
Kommandant: Oberst Alexander Brosch Edler von Aarenau
Stabsoffiziere: Otl. Friedrich Kreschl Edler von Wittigheim, Otl. Viktor Freiherr von Schleinitz, Otl. Gebhard Scherrer, Otl. Theodor Ritter von Zeyneck, Major Ernst Devarda, Major Johann Ritter von Bézard, Major Friedrich Graf Meraviglia-Crivelli
- 3. k.u.k. Tiroler Jägerregiment (Kaiserjäger)

Errichtet: 1895 – XIV. Armeekorps – 8. Infanterie Truppendivision – 96. Infanteriebrigade
Ethnische Zusammensetzung: 59 % Deutsche – 38 % Italiener – 3 % sonstige
Regimentssprache: deutsch, italienisch
Ergänzungsbezirkskommando, Ersatzbataillonskader: Trient
Ergänzungsbezirk: Bozen, Brixen, Trient
Garnison: Stab, II., III., IV. Baon: Rovereto – I. Baon: Trient – eine Kompanie in Ala
Kommandant: Oberst Heinrich Vonbank
Stabsoffiziere: Otl. Johann Lercher, Otl. Josef Poletilović, Major Ignaz Fürmkranz, Major August Planiseig, Major Franz Bauer, Major Karl Köbe
- 4. k.u.k. Tiroler Jägerregiment (Kaiserjäger)

Errichtet: 1895 – XIV. Armeekorps – 8. Infanterie Truppendivision – 94. Infanteriebrigade
Ethnische Zusammensetzung: 59 % Deutsche – 38 % Italiener – 3 % sonstige
Regimentssprache: deutsch, italienisch
Ergänzungsbezirkskommando: Trient
Ersatzbataillonskader: Hall in Tirol
Ergänzungsbezirk: Cavalese, Bozen, Trient
Garnison: Stab, II., III., IV. Riva – I. Baon Hall in Tirol:
Kommandant: Oberst Gustav Rubritius
Stabsoffiziere: Otl. Rudolf Ritter von Kriegshaber, Otl. August Fischer vom See, Major Karl Kreiner, Major Varius Graf Lavaulx Freiherr von Vrécourt

## Geschichte

### Frühe Kampfeinsätze
Zu den Einsätzen der Kaiserjäger im Revolutionskrieg von 1848 in Italien sind die Teilnahme am Straßenkampf von Mailand (18. bis 23. März 1848, Erstürmung der Porta Comasina), an den Gefechten von Pastrengo und Curtatone, an der Schlacht von Santa Lucia (6. Mai) und der Sturm auf das Dorf Pregasina am 16. Juni zu nennen. Darauf kämpfte des II. Bataillon mit besonderer Auszeichnung bei Sommacampagna und Custozza (24. und 25. Juli) sowie beim Nachtgefecht in Volta (26. Juli). Im folgenden Frühjahrsfeldzug 1849 kam es am 24. März 1849 zur Teilnahme am entscheidenden Sieg des Feldmarschall Radetzky in der Schlacht von Novara (Verteidigung von Olengo).
Im Feldzug von 1859 in der Lombardei gelang am 4. Juni die Eroberung einer französischen Kanone in der Schlacht von Magenta, darauf folgte die Teilnahme von 5 Bataillonen in der Schlacht bei Solferino. Während der Schlacht bei Custozza am 24. Juni 1866 gelang die Erstürmung von Oliosi. Beim Okkupationsfeldzug in Bosnien von 1878 waren die Kaiserjäger am Entsatz von Stolac und beim Sturm auf eine Insurgentenstellung bei Kremenac (21. August) beteiligt.
Außer an unmittelbar militärischen Kampfeinsätzen sollen die Kaiserjäger auch am Ausbau von militärisch wie auch zivil nutzbarer Infrastruktur beteiligt gewesen sein. Angeblich legten sie von Levico Terme (Löweneck) im Suganertal aus in den 70er- und 80er-Jahren des 19. Jahrhunderts die „Kaiserjägerstraße“ an, die auf die Hochebene von Lusern und der Sieben Gemeinden führt und an der Malga Monterovere (1.255 m) endet.

### Im Weltkrieg 1914–1918
Im Ersten Weltkrieg kämpften die vier Regimenter unter schweren Verlusten zunächst im Rahmen des XIV. Korps (3. und 8. ITD.) in Galizien und den Karpaten gegen Russland, bis sie dann nach dem Beginn der Kämpfe an der italienischen Front auf der Hochfläche der Sieben Gemeinden östlich von Trient und am Isonzo eingesetzt wurden. Die Kaiserjäger waren keine Gebirgstruppe, sondern reguläre Infanterie. Das gut ausgebildete Friedenspersonal wurde während der Schlacht in Galizien regelrecht aufgeopfert und konnte nicht mehr im gleichen Umfang ersetzt werden.

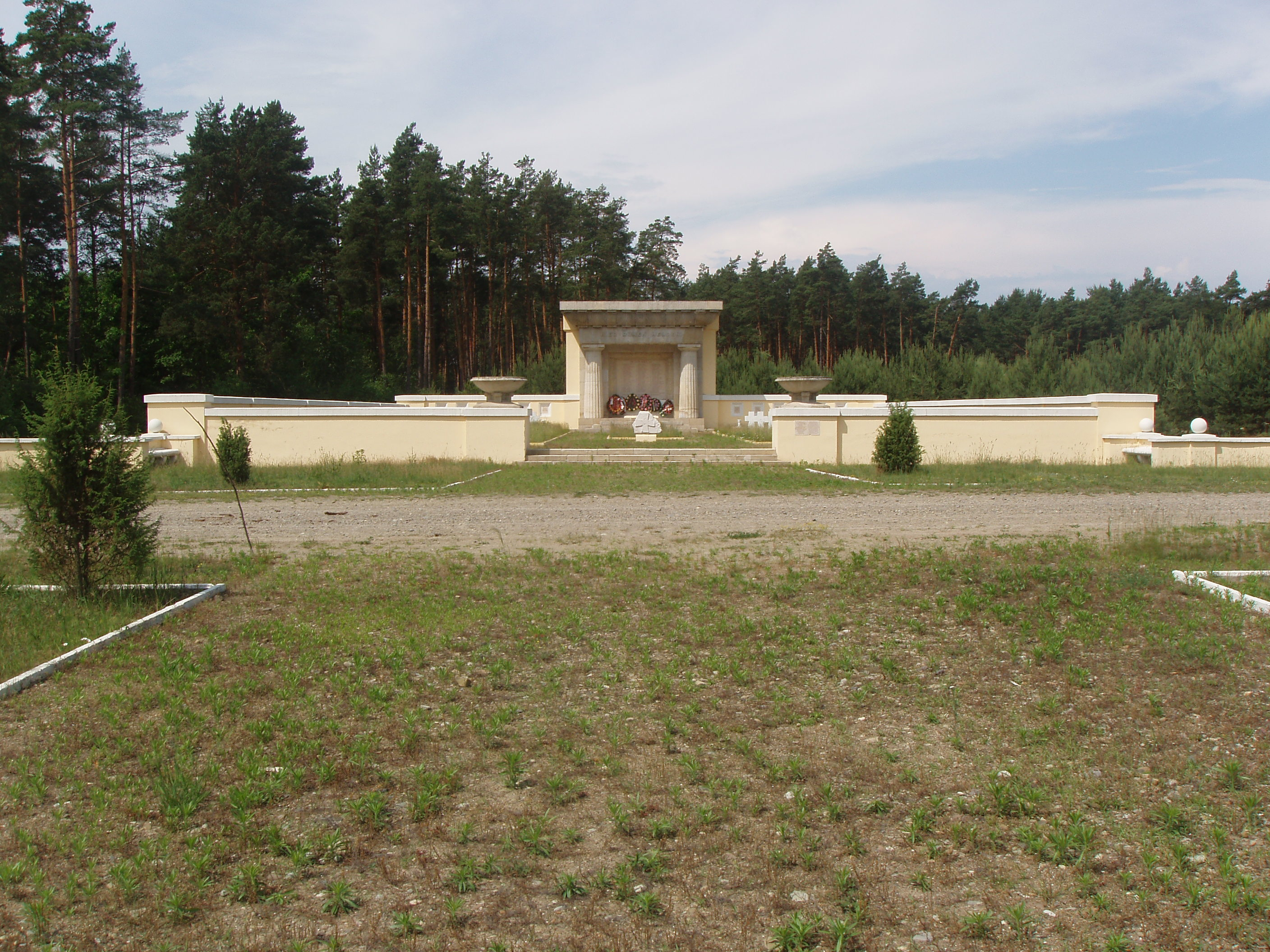
Kaiserjägerfriedhof in Hiiche/Ukraine nahe Rawa-Ruska

Die k.u.k. 4. Armee unter General der Kavallerie von Auffenberg konnte die russischen Kräfte Ende August 1914 bei Komarow zurückwerfen, musste sich aber nach der Niederlage der k.u.k 3. Armee bei Zloczow umgruppieren. Die mit Front nach Norden ausgerichtete Armee musste eine Kehrtwendung nach Süden ausführen. Die sogenannte zweite Schlacht bei Lemberg endete in einem Desaster. Das 2. Tiroler Kaiserjäger-Regiment hatte 80 % Ausfälle zu beklagen. Das Regiment verlor am 7. September bei Hujcze-Zaborze seine Fahne, nachdem alle Männer vom Fahnenkommando und der Regimentskommandant Brosch von Aarenau gefallen waren. Am 22. Jänner 1915 wurde dem Regiment in Dobno vom Kaiser eine neue Fahne verliehen.
In der Schlacht von Gorlice-Tarnow verlor das 2. Regiment fast 80 % durch Gefallene, Verwundete und Vermisste – am 2. und 3. Mai 1915 alleine 26 Offiziere sowie über 600 Unteroffiziere und Mannschaften. Das 4. Regiment verlor an diesen beiden Tagen 1.300 Mann.
Im Herbst 1915 wurden die Kaiserjäger und Landesschützen an die Front gegen Italien verlegt, um die sich hier verzweifelt gegen die italienischen Angriffe wehrenden Standschützen und geringen regulären Kräfte zu unterstützen und die Front zu stabilisieren.
Ein hoher Prozentsatz (ca. 40 %) der Kaiserjäger bestanden aus Trientinern (Welschtirolern). Der Rest setzte sich aus Tirolern und Angehörigen der restlichen Monarchie zusammen. Trotz der vielen italienischsprachigen Jäger kam es bei den Kämpfen gegen das Königreich Italien zu nur sehr wenigen Fahnenfluchten, obwohl man in Italien fest damit gerechnet hatte, dass die „Brüder aus den unerlösten Gebieten (Irredenta) freudig streben in den Schoß der Mutter Italia“ (Gabriele D’Annunzio). Umso größer war die Enttäuschung, als die Männer des Trentino keinerlei Neigungen zeigten, die Front zu wechseln. Ganz im Gegenteil kursierte bereits im Jahre 1916 bei den Fanti (Infanteristen) und Alpini das geflügelte Wort:

“Dio ci liberi degli Irredenti!”

„Gott befreie uns vor den Unerlösten“

Wegen möglicher Unruhen verlegte man das 2. TJR im Jahre 1916 mit Garnison (bzw. dem Ersatzbataillonskader) nach Beneschau in Böhmen.

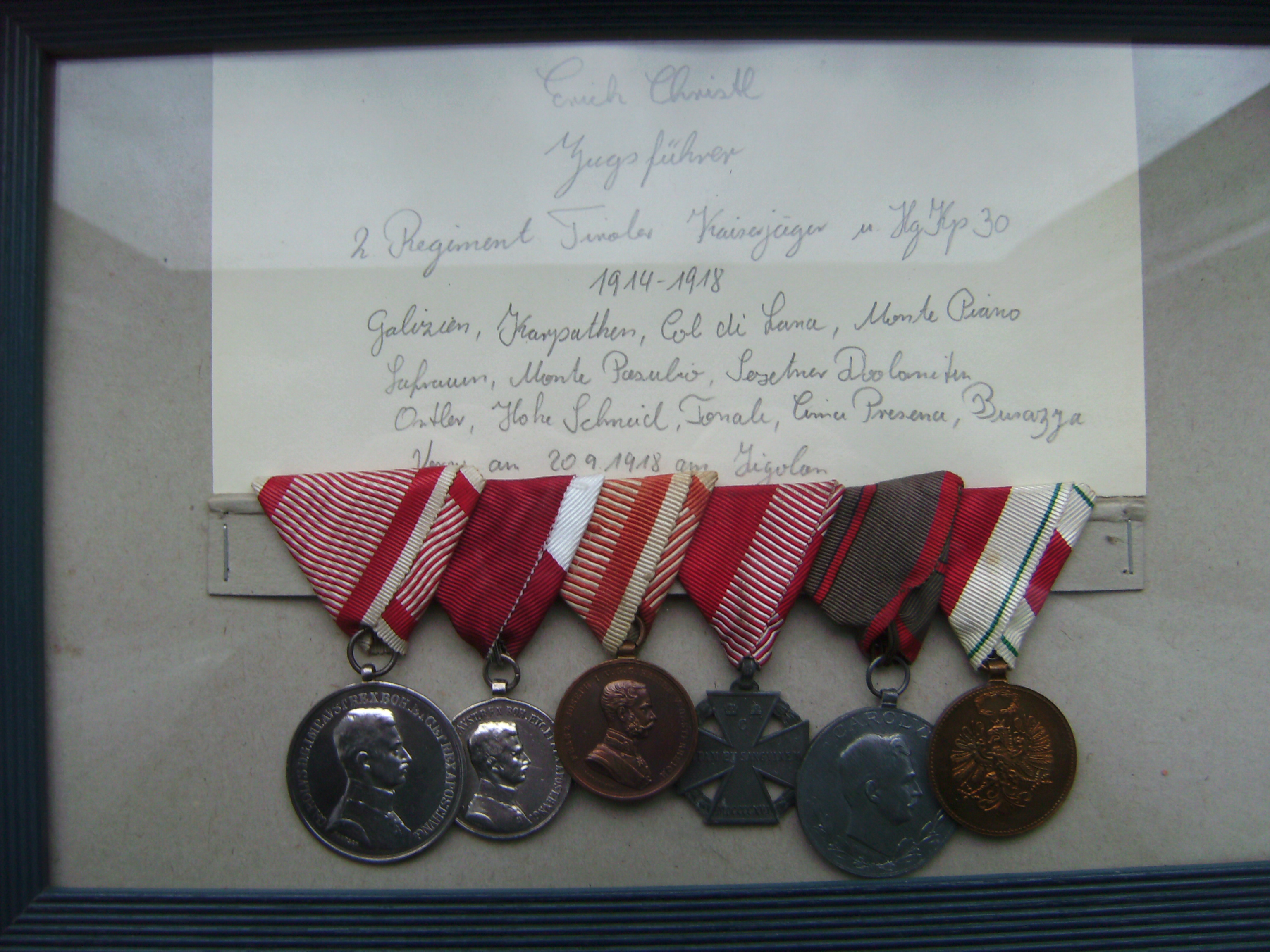
Auszeichnungen eines Kaiserjägers (v. l. n. r.): Silberne Tapferkeitsmedaille I. Klasse, Silberne Tapferkeitsmedaille II. Klasse, Bronzene Tapferkeitsmedaille, Karl-Truppenkreuz, Verwundetenmedaille für eine Verwundung, Tiroler Landesgedenkmünze 1914/18

Die auf dem Bild ersichtlichen Ehrenzeichen und handschriftlichen Vermerke eines Zugsführers der Kaiserjäger zeugen von den Einsätzen während des Ersten Weltkrieges:
Dieser Kaiserjäger (später Hochgebirgs-Kompanie Nr. 30) kämpfte:
- in Galizien
- in den Karpathen
- am Col di Lana
- am Monte Piano
- auf der Hochfläche der Sieben Gemeinden (Lafraun/Lavarone)
- am Monte Pasubio
- in den Sextener Dolomiten
- am Ortler
- auf der Hohen Schneid (Ortler-Alpen)
- am Tonalepass (Adamellogruppe)
- an der Cima Presena (Adamellogruppe)
- und an der Busazza (Adamellogruppe)

Gefallen sind im Ersten Weltkrieg etwas mehr als 20.000 Angehörige der Kaiserjägertruppe, davon 6542 im Osten.

## Uniformierung

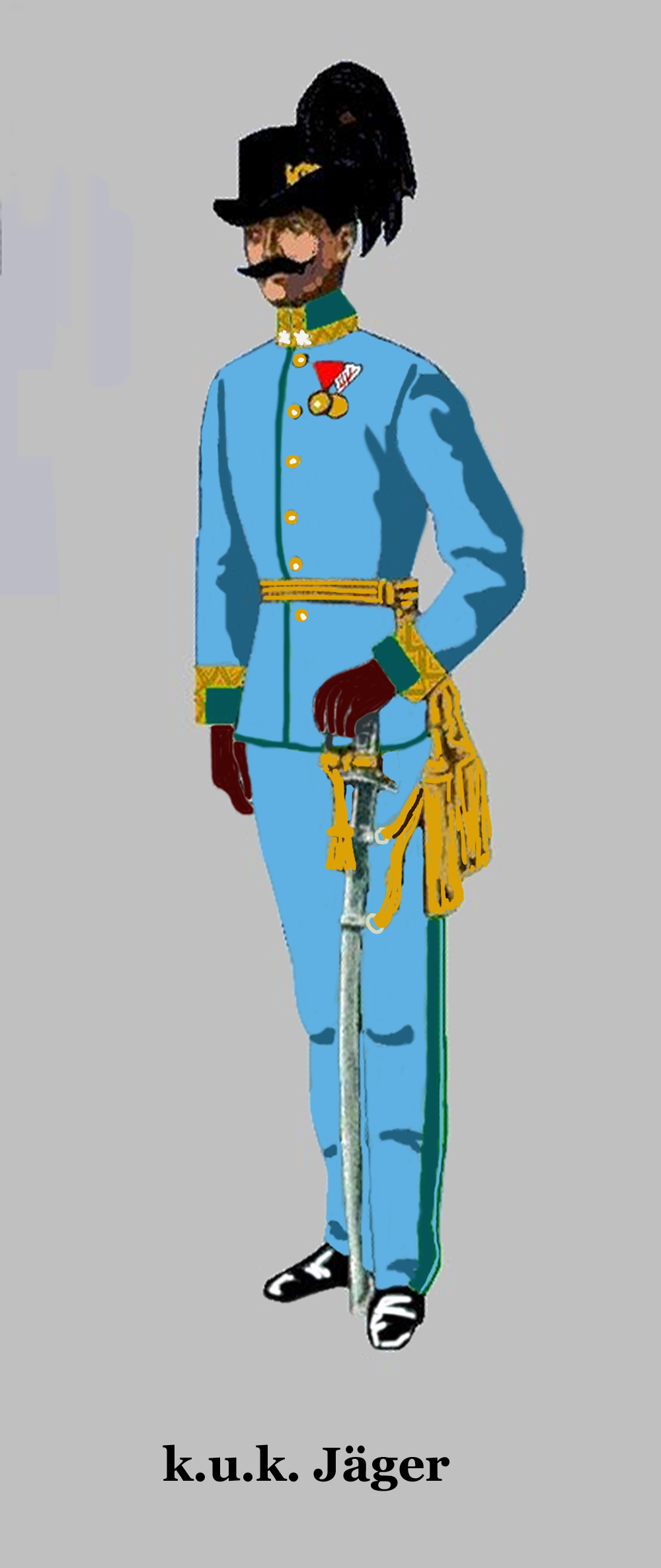
Major der Jägertruppe in Paradeadjustierung

Die Uniformierung war bei der Jägertruppe, abgesehen von kleineren Details gleich. Als Paradekopfbedeckung diente der Hut aus mattschwarzem, wasserdichtem Filz. Er bestand aus dem Stutz samt Krempe und war mit einer grünen Rundschnur, dem Jägeremblem und einem Federbusch aus schwarzen Hahnenfedern ausgestattet. Die Hutschnur war aus Schafwolle, hatte einen Schubknopf und an beiden Enden je eine mit grüner Wolle überzogene und an den Enden netzartig überflochtene Eichel. Die beiden Eicheln waren am Hutsturz hinten angebracht. Die Schnur für Offiziere war aus schwarz durchwirktem Goldgespinst.
Der Sturz wies die Form eines ovalen Kegels auf, mit einem oben mäßig gebauchten Boden. Die Krempe war hinten und vorn flach gelegt, an beiden Seiten jedoch aufwärts gestülpt. Der Rand der Krempe war mit schwarzem, lackiertem Kalbsleder eingefasst.
An der linken Seite des Sturzes gab es eine rückwärts geneigte Hülse aus Hutfilz zur Befestigung des Federbusches. Das Hutemblem – aus goldfarbenem Metall – bestand aus dem Jägerhorn. In der Windungslichte war bei den Kaiserjägern der Tiroler Adler aus versilbertem Pakfong angebracht. Das Emblem wurde über der Federhülse befestigt, sodass der Adler die gleiche schiefe Richtung zeigten wie die Buschhülse. Der Federbusch war in der Form eines Hahnenschweifs auf einem 1,5 mm starken Stück Eisendraht aufgebunden. Die Länge des Federbuschs betrug 29 cm. Der Busch wurde in die Hülse am Hut gesteckt, sodass die Federn nach hinten bogenförmig herabhingen.
Feldmarschmäßig wurde die Feldkappe der Infanterie verwendet.
Der Waffenrock der Jäger war – bei den Mannschaften und Offizieren – im Schnitt entsprechend der Infanterie. Der Mannschaftsrock aus hechtgrauem Tuch hatte Achselspangen, Achselwülste, Kragen und Ärmelaufschläge von grasgrüner Farbe. Die Knöpfe aller Jägerformationen waren gelb und mit der Bataillonsnummer versehen.
Die Bluse der Jäger hatte die gleiche Farbe wie der Waffenrock. Die Truppengattungszugehörigkeit wurde durch grasgrüne Parolis gekennzeichnet. Hinsichtlich der übrigen Ausrüstung gab es keinen Unterschied zur Linieninfanterie.
Oft werden die Kaiserjäger mit den Tiroler Kaiserschützen verwechselt, die allerdings der k.k. Landwehr angehörten, und ebenso Teil der regulären Streitkräfte Österreich-Ungarns waren. Die Verwechslung entsprang dem Dekret vom April 1917, in dem Kaiser Karl I. den Tiroler Landesschützen den Titel Kaiserschützen verlieh. (Auch trugen die Landesschützen/Kaiserschützen als Gebirgstruppe seit 1907 keine Friedensuniform mehr, sondern stets ihre Felduniform.)

## Tradition

Jahrgangsabzeichen „Kaiserjäger“ der Theresianischen Militärakademie in Wiener Neustadt

Im Sinne der Traditionspflege hat der im Jahr 2000 in die Offiziersausbildung an der Theresianischen Militärakademie zu Wiener Neustadt eingetretene Ausmusterungsjahrgang 2004 sich den Namen „Kaiserjäger“ gegeben. Im Jahr 2004 wurden die 82 Absolventen als Berufsoffiziere in das österreichische Bundesheer übernommen.

## Denkmäler
Den gefallenen Kaiserjägern wurden noch während des Ersten Weltkriegs bzw. in der Zwischenkriegszeit Denkmäler in Bregenz und im Innsbrucker Stadtteil Amras errichtet. Das 1917/18 in Bozen von Karl Ernstberger geschaffene, aber nicht vollendete Kaiserjägerdenkmal wurde hingegen 1926/27 vom faschistischen Regime abgerissen, um Platz für das italienische Siegesdenkmal zu schaffen. Die von Franz Ehrenhöfer gestalteten Skulpturen des ehemaligen Bozner Denkmals befinden sich heute am Innsbrucker Bergisel.

## Sonstiges
Eine Kuriosität der Jägertruppe war es, dass der einfache Soldat als „Jäger“ bezeichnet wurde, während der erste Unteroffiziersdienstgrad „Unterjäger“ hieß.